# 金当
金当，西汉大臣、列侯，出身匈奴休屠胡（屠各胡)）。
金当是秺敬侯金日磾的曾孙，驸马都尉金建的孙子。母亲姓渠名南，与王莽的母亲功显君是孪生姐妹。汉平帝元始四年（公元4年），他承嗣其死于汉元帝永光元年（前43年）的伯祖父金赏的爵位秺侯，食邑千户。后来王莽篡位建立新朝，新朝灭亡，金当的秺侯绝爵。